# Neoephydra araucaria
Neoephydra araucaria är en tvåvingeart som beskrevs av Wayne N. Mathis 2008. Neoephydra araucaria ingår i släktet Neoephydra och familjen vattenflugor. Inga underarter finns listade i Catalogue of Life.